# BNS Sagar (M91)
Le BNS Sagar  est un dragueur de mines de la marine du Bangladesh opérant depuis 1995.

## Historique
Le BNS Sagar, construit en Chine a été mis en service dans la marine du Bangladesh le 27 avril 1995. Il est actuellement utilisé comme navire de patrouille.
Le navire transporte deux canons navals jumeaux de Type 76 twin 37 mm naval gun (en) qui peuvent être utilisés à la fois anti-surface et anti-air. Elle porte également deux canons de Type 61 25mm AAA guns (en) qui peuvent tirer à une portée de 2,3 km. Deux mitrailleuses doubles 14,5 mm sont également transportées . Pour le rôle anti-sous-marin, elle porte deux lanceurs BMB-2 avec 20 charges de profondeur. Elle peut également transporter 12 à 16 mines .
BNS Sagar a participé à l'opération de sauvetage du navire de pêche coulé FV Bandhan à Chittagong le 28 novembre 2014.